# Vuelo 268 de PIA
El vuelo 268 de Pakistan International Airlines fue un vuelo entre Katmandú y Karachi, llevado a cabo en un Airbus A300B4-203 con registro AP-BCP que se estrelló en su aproximación al Aeropuerto Internacional de Katmandú el 28 de septiembre de 1992. En el hecho murieron los 167 ocupantes de la aeronave. Es el desastre número 100 de la aviación con más de 100 muertes y el accidente aéreo más letal que se ha producido en Nepal hasta ahora.
Este accidente se presentó tan solo 59 días después de que el vuelo 311 de Thai Airways International chocara al norte de Katmandú, también durante la aproximación a este aeropuerto.
Fue el desastre aéreo más grave de 1992.

## Aeronave y tripulación

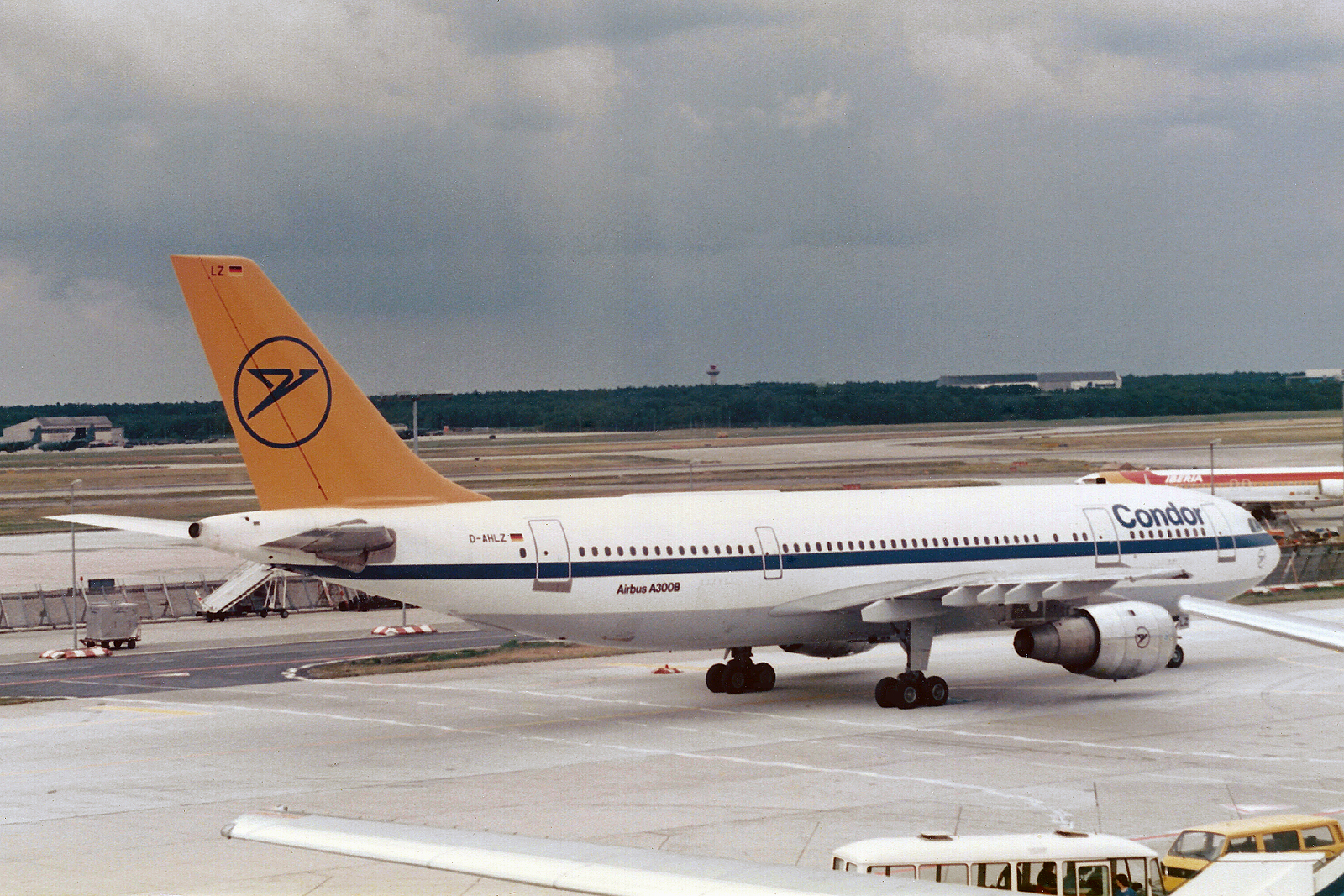
El avión involucrado en el accidente en 1986, mientras aún estaba en servicio con Condor Flugdienst.

La aeronave involucrada era un Airbus A300B4-203 de 16 años y 6 meses registrado como AP-BCP (número de serie 025). La aeronave fue construida en 1976 y tuvo su vuelo inaugural el 23 de marzo del mismo año. El 2 de mayo de 1977, el avión fue entregado a Bavaria Germanair y registrado como D-AMAZ. El 10 de mayo del mismo año, el avión fue arrendado a EgyptAir. En 1978, el avión se volvió a registrar como SU-AZY. Luego, el avión se vendió a Hapag-Lloyd Flug después de su fusión con Bavaria Germanair. La aeronave se volvió a registrar como D-AHLZ. Luego, el avión se arrendó a las siguientes aerolíneas (que permanecieron registradas como D-AHLZ):
- EgyptAir (enero de 1979 - octubre de 1982)
- Kuwait Airways (abril - julio de 1983)
- Capitol Air (junio - octubre de 1984)
- Air Jamaica (febrero - abril de 1985)
- Condor Flugdienst (mayo - noviembre de 1985)

El 21 de abril de 1986, el avión se entregó a Pakistan International Airlines y se volvió a registrar como AP-BCP. La aeronave tenía un total de 39.045 horas de vuelo y 19.172 aterrizajes en el momento del accidente. 
El capitán era Iftikhar Janjua, de 49 años, que tenía 13.192 horas de vuelo, incluidas 6.260 horas en el Airbus A300. El copiloto era Hassan Akhtar, de 38 años, que tenía 5.849 horas de vuelo, 1.469 de ellas en el Airbus A300.
Había dos ingenieros de vuelo a bordo (en lugar de uno), uno operando y otro observando. El ingeniero de vuelo operativo era un hombre anónimo de 40 años que tenía 5.289 horas de vuelo, 2.516 de ellas en el Airbus A300. El ingeniero de vuelo observador, Muhammad Ashraf, de 42 años, que había tenido 8.220 horas de vuelo, incluidas 4.503 horas en el Airbus A300.

## Accidente

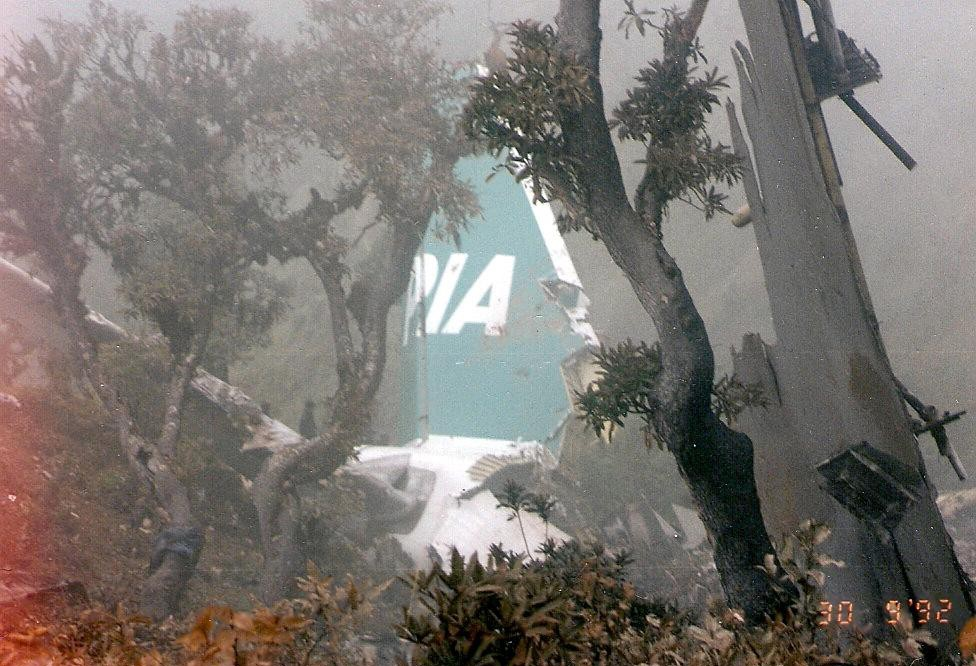
Restos en el sitio del accidente

El avión despegó del Aeropuerto Internacional Jinnahde Karachi a las 11:13 a. m., hora de Pakistán, hacia Katmandú. Al contactar con el control aéreo nepalí, al avión se le dio vía libre para aproximarse por el sur. Usando esta aproximación, el avión debía cruzar un punto de control llamado «Romeo», a 41 millas al sur de Katmandú. A partir de allí, el avión debía descender en siete pasos hasta alcanzar los 5800 pies. Esta aproximación le permitía pasar a una altitud segura sobre los Montes Chure, ubicados al sur de Katmandú.
Mientras realizaba esta aproximación, el avión chocó a 14 millas del aeropuerto contra los Montes Chure que en ese momento se encontraban cubiertos por neblina. Los restos del avión se incendiaron tras el choque. Ninguna persona a bordo sobrevivió.

## La investigación
La investigación, llevada a cabo por la Agencia de Seguridad para el Transporte de Canadá, determinó que el avión inició su descenso antes de lo previsto. Para el momento del choque, la aeronave estaba a 1.300 pies por debajo de la altura apropiada. Como causa del accidente se señaló error por parte del piloto y por parte de los controladores aéreos nepalíes que, a pesar de tener la información acerca de la baja altitud de la aeronave, no hicieron nada para alertar a los pilotos, sino hasta pocos segundos antes del choque.

## Filmografía
Este accidente fue reseñado en la vigésima temporada de la serie Mayday: catástrofes aéreas, en el episodio «Descenso en Katmandú». El accidente se reexaminó en una temporada compilatoria, en un episodio titulado «Al límite».